# Batalj (kortspel)
Batalj, även kallat krig, är ett kortspel för barn och är nära besläktat med Svälta räv.
Hela kortleken delas upp jämnt mellan spelarna, som vanligtvis är två, och som får varsin hög med baksidan uppåt framför sig. Spelarna vänder samtidigt upp det översta kortet, och den som har den högsta valören (färg spelar ingen roll) vinner båda korten. När lika höga kort kommer upp, vänder spelarna upp ytterligare kort till dess ett avgörande sker. 
Den som till slut har spelat till sig alla korten har vunnit spelet.